# Pierre Bertrand (1299-1361)
Pierre Bertrand, detto Pierre Bertrand il Giovane (o juniore) o anche Pierre Bertrand de Colombier (Colombier, 25 marzo 1299 – Montaut, 13 luglio 1361), è stato un vescovo cattolico e cardinale francese.
Era figlio di Bartolomeo, signore di Colombier. Il fratello Guillaume fu vescovo di Soissons e il cardinale Pierre Bertrand seniore era suo zio.

## Biografia
Studiò a Parigi alla Sorbona divenendo poi insegnante di diritto presso l'Università di Montpellier. Divenne decano di San Quintino, canonico del capitolo della cattedrale di Le Mans e successivamente fu canonico a Lione e ad Autun. Il 20 gennaio 1335 venne eletto vescovo di Nevers e nel 1339 fu trasferito alla sede episcopale di Arras.
Nel concistoro del 19 maggio 1344 papa Clemente VI lo nominò cardinale con il titolo di Cardinale presbitero di Santa Susanna. Nel 1353 divenne cardinale vescovo di Ostia e Velletri, carica che conservò fino alla morte pur non essendo Decano del Sacro Collegio.
Il 5 aprile 1355 a Roma Pierre Bertrand, incaricato da papa Innocenzo VI, incoronò imperatore Carlo IV di Lussemburgo.
Morì a Montaut, nei pressi di Avignone, a causa di un'epidemia e venne inumato nel monastero dei Celestini, da lui fondato a Colombier.

## Successione apostolica
La successione apostolica è:
- Arcivescovo Zacharias Marchart (1354)
- Arcivescovo Friedrich von Hoym (1357)
- Vescovo Thomas Kirkton (1359)